# کارلا (فیلم)
کارلا (انگلیسی: Karla) فیلمی در ژانر زندگینامه‌ای است که در سال ۲۰۰۶ منتشر شد. از بازیگران آن می‌توان به لورا پرپون و میشا کالینز اشاره کرد.
این فیلم بر اساس داستان واقعی یک قاتل سریالی به نام پل برناردو و همسرش کارلا هوموکلا است.

## تولید
عنوان این فیلم در اصل قرار بود که "مرگبار" خوانده شود اما قبل از انتشار ، به "کارلا" تغییر نام داده شد. این فیلم براساس رونوشت دادگاه، مصاحبه ها و شات های ویدئویی پل برناردو و کارلا هوموکلا است.